# Aparecida de Goiânia
Aparecida de Goiânia – miasto w środkowej Brazylii, w stanie Goiás, w aglomeracji Goiânia.
Około 435,2 tys. mieszkańców (2005) .
W mieście rozwinął się przemysł spożywczy oraz odzieżowy.